# Maleisische moerasschildpad
De Maleisische moerasschildpad of rijstveldschildpad (Malayemys subtrijuga) is een schildpad uit de familie Geoemydidae. De soort werd voor het eerst wetenschappelijk beschreven door August Friedrich Schweigger in 1812. Oorspronkelijk werd de wetenschappelijke naam Emys hermanni gebruikt. In andere talen wordt de soort ook wel slakkenetende schildpad genoemd vanwege de voorkeur voor slakken.

## Uiterlijke kenmerken
De Maleise moerasschildpad bereikt een schildlengte van maximaal 21 centimeter, maar de meeste exemplaren blijven daar ruim onder. De schildtekeningen en -vormen zijn complex, de basiskleur van het schild is bruin, de hoornplaten zijn aan de schildrand geel, maar iedere hoornplaat heeft aan de achterzijde onderaan een zwarte vlek. Alle hoornplaten aan de bovenzijde van het schild hebben een donker tot zwartgekleurde of zwarte, licht opstaande bult. De drie rijen hoornplaten vormen ook drie rijen bulterige vlekken, deze staan in verbinding met een lichte kiel. Bij juvenielen is deze kiel hoger en de bulten op het schild lijken meer op stekels. De huid van kop en poten is zeer donkergrijs tot zwart, aan de zijkanten van de kop zit zowel bovenaan als onderaan een gele streep die bij de neuspunt bijeenkomen en een driehoek vormen aan de zijkant. De kop van voren bezien heeft een zeer markante lijnentekening die doet denken aan een voodoo-masker.
Er is ook een soort die Borneose rivierschildpad (Orlitia borneensis) wordt genoemd, maar veel groter wordt tot 80 centimeter.

## Verspreiding en habitat
De Maleisische moerasschildpad komt voor in Maleisië, Thailand, Cambodja, Laos, zuidelijk Vietnam en waarschijnlijk ook in Indonesië op Java en Sumatra. De habitat bestaat uit langzaam stromende wateren als moerassen en andere kleinere wateren, de mens wordt niet geschuwd en ook in rijstvelden komt de soort voor. De Maleisische moerasschildpad eet voornamelijk slakken maar maakt ook andere prooien buit als wormen, kreeftachtigen en mosselen en soms planten worden wel gegeten. De schildpad is een trage soort, die niet vaak op het land komt en niet veel zont.

## Levenswijze
In het droge seizoen wordt een nest gemaakt, dat waarschijnlijk niet meer dan 10, maar meestal tussen 3 en 6 eitjes bevat. Hoelang de incubatietijd van de eitjes duurt, is niet precies bekend. Het is een van de weinige schildpadsoorten die nog niet bedreigd is. Omdat de schildpad erg schuw is, is de soort in gevangenschap echter zeer moeilijk in leven te houden.